# 富沢志満
富沢 志満（とみざわ しま、1934年3月27日 - ）は、東京都出身の日本の声優、女優。ラジオ東京放送劇団に所属した後、フリーランスで活動し、シナリオ文芸協会に所属していた。本名同じ。父親は作家の冨澤有爲男。名付け親は父の友人である佐藤春夫。

## 略歴・人物
フェリス女学院短期大学卒業。声楽家を志していたが、ラジオ東京放送劇団の募集に応募し合格。1955年に同劇団に入団。主にラジオ東京（現・TBS）のテレビドラマとラジオドラマに出演していた。
1958年に公開されたディズニー映画『白雪姫』の日本語吹替版にて、ヒロインである白雪姫の声を担当。その後も1961年公開の『シンデレラ』でシンデレラを演じるなど、初期のディズニー映画のいくつかの吹替に参加していた。
富沢が白雪姫役に抜擢された経緯について、1958年公開時のパンフレットによれば、当時ディズニー・プロが白雪姫役の人選に難航していたところ、富沢が出演していたラジオドラマの収録が偶然、ディズニー映画のアフレコスタジオの隣で行われており、そのラジオドラマのプロデューサーがディズニー側に彼女を推薦してみたところ、（オーディションを経て）決まったのだという。また、白雪姫を演じたことについて、富沢は「日頃は気が強いので、ラジオ東京でも男の子や意地悪娘の役ばかりやらされている私ですから、『白雪姫』は私の一生の思い出になると思います。」と述べている。
1959年に放送が開始された人形劇『こりすのぽっこちゃん』では、富沢版の22年後（1980年）に、新版の日本語吹替版で白雪姫を演じることになる小鳩くるみと共演している。

## 出演作品

### 声優
アニメーション
- 白雪姫（1958年公開版）- 白雪姫
- ピノキオ（1959年公開版）- フランス娘
- シンデレラ（1961年公開版）- シンデレラ

洋画
- テキサスの白いバラ（セルマ・リッター）※日本テレビ版

人形劇
- テレビ幼稚園／こりすのぽっこちゃん（1959年～1961年、KR）- ぽっこちゃん
- テレビ幼稚園／ぴっきいちゃん 第20回、21回（1961年、TBS）

### 女優
テレビドラマ
- 猿飛佐助旅日記（1955年、KR） - 大助[3]
- 今日もどこかで（1956年、KR）
- 青い怒濤（1956年、KR）
- 少年探偵団　ユキ夫の冒険（1957年、KR）
- きんぴら先生行状記（不明、KR）
- おさげ社長（1958年、KR）
- 廻れ人生 第8回（1960年、NTV）
- おかあさん(2) 第69回（1961年、TBS）
- 愛情物語（1993年、CX）

舞台
- 間奏曲（1958年、第一生命ホール 、劇団四季 第14回 夏の公演）- アンヌ（特別出演）

```
 作:
ジャン・ジロドゥ
、演出:
浅利慶太
、音楽:
間宮芳生
、振付:
島田廣
```